# روغن حامل
روغن حامل که به عنوان روغن پایه یا روغن گیاهی نیز شناخته می‌شود، در ماساژ و رایحه‌درمانی برای رقیق کردن اسانس‌ها و روغن‌های خالص قبل از استعمال روی پوست کاربرد دارد. این روغن‌ها را به این دلیل حامل نامیده‌اند که اسانس را با غلظت ایمن بر روی پوست حمل می‌کنند. رقیق کردن اسانس‌ها یک عمل ایمنی حیاتی در هنگام استفاده از روغن‌های اسانس است. اسانس‌ها به تنهایی فرار هستند. آنها به محض استفاده در محیط پخش می‌شوند. نرخ پخش اسانس‌ها در محیط بر اساس عواملی مانند ویسکوزیته، فشار بخار و وزن مولکولی اجزای فرار، متفاوت است. روغن‌های حامل، بر خلاف روغن‌های اسانس، دارای عطر غلیظی نیستند، اگرچه برخی از آنها مانند زیتون، بوی ملایم متمایزی دارند. آنها برخلاف اسانس‌ها که فرار هستند، دچار تبخیر سطحی نمی‌شوند. روغن‌های حامل مورد استفاده باید تا حد امکان طبیعی و بدون ناخالصی باشند. بسیاری از مردم احساس می‌کنند روغن‌های ارگانیک کیفیت بالاتری دارند. پرس سرد و خیساندن دو روش اصلی تولید روغن حامل هستند.

## انواع
روغن‌های حامل واقعی عموماً روغن‌های گیاهی حاصل پرس سرد یا غوطه‌ور شدن گیاه مورد نظر هستند که موارد زیر از جمله آنهاست:
- روغن زردآلو
- روغن هسته انگور
- روغن آووکادو
- روغن زیتون
- روغن کنجد
- روغن پامچال شب
- کانولا (روغن کلزا)
- روغن دانه کاملیا
- روغن آفتابگردان
- روغن شترمرغ
- روغن جوجوبا
- روغن کرچک
- روغن گل گاوزبان اروپایی
- مغزیجات:
  - روغن گردو
  - روغن بادام زمینی
  - روغن گردوی آمریکایی
  - روغن ماکادمیا
  - روغن نارگیل
  - روغن فندق
  - کره کاکائو
  - روغن بادام شیرین

## جنبه‌های ایمنی
بادام زمینی جزو حبوبات است، نه آجیل واقعی، اما همانند آجیل‌های واقعی ممکن است واکنش‌های آلرژیک را حتی در مقادیر کم، در پی داشته باشد. روغن‌های خالص مشتق شده از بادام‌زمینی و آجیل معمولاً حساسیت‌زا نیستند (زیرا معمولاً حاوی بخش پروتئینی گیاه نیستند)، اما اجتناب از آنها ممکن است ایمن‌تر باشد، زیرا آلرژی جدی به بادام‌زمینی و آجیل گسترده است، خلوص روغن را نمی‌توان تضمین کرد، و می‌توان آنها را با روغن‌های ضد حساسیت دیگر به راحتی جایگزین کرد.